# Brachychiton paradoxum
Brachychiton paradoxum är en malvaväxtart som beskrevs av Heinrich Wilhelm Schott och Endl.. Brachychiton paradoxum ingår i släktet Brachychiton och familjen malvaväxter. Inga underarter finns listade i Catalogue of Life.